# 今城定政

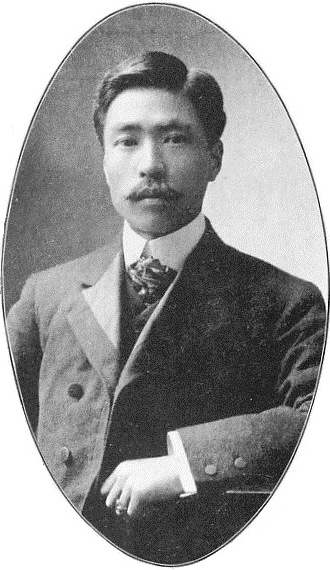
今城定政

今城 定政（いまき さだまさ、1878年（明治11年）7月19日 - 1958年（昭和33年）12月3日）は、明治後期から昭和前期の政治家、華族。貴族院議員。従二位勲二等、研究会所属。初名・棄彦。

## 経歴
旧堂上家の中山家から分家した今城家（子爵）の当主である。中山孝麿の長男で、今城定徳の婿養子。
学習院や同人社の童子科を中退し、1889年（明治22年）、慶應義塾幼稚舎へ転ずる。1892年（明治25年）12月12日に定政と改名した。1901年（明治34年）に慶應義塾大学部政治科第一回の卒業生となる。同窓には、堀内輝美、久田宗作、松村松太郎らがいる。
1902年（明治35年）、イギリス国王・エドワード7世戴冠式に明治天皇の名代として派遣された小松宮彰仁親王に父が随行した際、通弁役として渡英し、さらにヨーロッパを視察して回る。1903年（明治36年）一年志願兵として近衛歩兵第3連隊に入り、1905年（明治38年）10月に除隊となる。その後、中山侯爵家の事務所理中となった。
1911年（明治44年）7月10日、貴族院子爵議員に選出され、貴族院が廃止された1947年（昭和22年）5月2日まで在任。1942年（昭和17年）に永年在職議員として表彰を受けた。
1912年（大正元年）より、大喪使祭官、明治天皇霊柩供奉、同奉紀祭官、旧堂上華族保護資金調査委員などを務める。

## 栄典
- 1931年（昭和6年）5月1日 - 帝都復興記念章[5]

## 親族
- 妻 今城友子（養父長女）[1]
- 娘 今城誼子（香淳皇后付女官）[1]
- 息子 今城定順
- 息子 今城政典
- 息子 今城政英